# 臀斜杜父魚
臀斜杜父魚為輻鰭魚綱鮋形目杜父魚亞目杜父魚科的其中一種，為亞熱帶海水魚，分布於中太平洋東部美國加州北部至墨西哥下加利福尼亞半島海域，棲息深度0-18公尺，體長可達23公分，棲息在潮間帶海藻生長的海域，生活習性不明。

## 擴展閱讀
維基物種上的相關：臀斜杜父魚